# Millionaire
Millionaire ist eine belgische Indie/Stonerrock-Band.

## Bandgeschichte
1998 wurde die Band von Ben Wijers (Gitarre), Bas Remans (Bass), Dave Schroyden (Schlagzeug) und Tim Vanhamel (Gesang, Gitarre) gegründet. Letzterer hatte sich bereits u. a. als Mitglied von dEUS einen Namen in der belgischen Independent-Szene gemacht.
2001 veröffentlichte die Band ihr Debütalbum Outside The Simian Flock, das sich vor allem durch seine stilistische Vielseitigkeit auszeichnet. So findet man von elektronisch geprägtem Indierock über groovelastigen Riffrock, trashigem Punk bis hin zu Poparrangements eine Mixtur unterschiedlichster Stilprägungen, die vor allem durch Vanhamels exzentrischen, zum Teil elektronisch verzerrten, Gesang zusammengehalten werden.
Als Liveband konnte Millionaire besonders als Vorgruppe von Bands wie Muse und den Queens of the Stone Age zahlreiche Fans gewinnen. Zu diesen gehört auch Josh Homme, von den Queens of the Stone Age, der es sich auch nicht nehmen ließ, ihr 2. Album Paradisiac im kalifornischen Joshua Tree aufzunehmen und zu produzieren.
Dies merkt man dem Album vor allem an seinem sehr „trockenen“ Klangbild an. Auch die Songs an sich weisen deutlich mehr Stonerrock-Elemente auf, was jedoch keineswegs die Stilvielfältigkeit und die poppig-schrägen Kompositionen, die die Band bereits auf Outside The Simian Flock auszeichneten, in den Hintergrund drängt.
Des Weiteren hat die Band zwei Songs zum Soundtrack des belgischen Psycho-Dramas Ex Drummer beigesteuert. Der erste ist eine Coverversion der 1977 veröffentlichten Single Mongoloid der Band Devo, der zweite ist eine Eigenkomposition namens deep fish.

## Diskografie
- Outside the Simian Flock (2001)
- Paradisiac (2005)
- Ex-Drummer OST Various (2007)
- Sciencing (2017)
- Applz ≠ Applz (2020)